# Конвой «Дервіш»
Конвой «Дервіш» (англ. Convoy Dervish) — перший арктичний конвой транспортних і допоміжних суден у кількості 6 одиниць, з яким західні союзники розпочали регулярні постачання північним шляхом матеріалів Радянському Союзу в його боротьбі з нацистською Німеччиною. До складу конвою входили також особовий склад та техніка 151 авіаційного крила Королівських повітряних сил для протиповітряної оборони радянських арктичних портів (операція "Бенедикт"), а також кілька цивільних осіб та дипломатичних місій.
12 серпня 1941 року конвой відплив з Ліверпуля і 31 серпня 1941 року прибув в Архангельськ. Люфтваффе та Крігсмаріне не намагалися перехопити конвой, і жодна зі сторін втрат не мала.

## Кораблі та судна конвою «Дервіш»

### Транспортні судна
Позначення
| Назва                       | Прапор                       | Тоннаж (GRT) | Прим.                        |
| --------------------------- | ---------------------------- | ------------ | ---------------------------- |
| RFA Aldersdale (X34) (1937) | Королівський допоміжний флот | 8 402        | танкер-заправник типу «Дейл» |
| Alchiba                     | Нідерланди                   | 4 427        |                              |
| Esneh                       | Велика Британія              | 1 931        |                              |
| Lancastrian Prince          | Велика Британія              | 1 914        |                              |
| Llanstephan Castle          | Велика Британія              | 11 348       | Судно командира конвою       |
| New Westminster City        | Велика Британія              | 4 747        |                              |

### Кораблі ескорту
| Кораблі безпосереднього ескорту                       |                                         |                                     | |
| «Ектів»                                               | Військово-морські сили Великої Британії | Ескадрений міноносець типу «A»      | 16-29 серпня; океанський ескорт                                                                     |
| «Аврора»                                              | Військово-морські сили Великої Британії | Легкий крейсер типу «Аретюза»       | 16-18 серпня; крейсерський ескорт                                                                   |
| HMT Celia (T134)                                      | Військово-морські сили Великої Британії | протичовновий траулер               | 12-21 серпня                                                                                        |
| «Електра»                                             | Військово-морські сили Великої Британії | Ескадрений міноносець типу «E»      | 12-29 серпня; океанський ескорт                                                                     |
| «Гальсіон»                                            | Військово-морські сили Великої Британії | Тральщик типу «Гальсіон»            | 20-31 серпня                                                                                        |
| HMT Hamlet (T167)                                     | Військово-морські сили Великої Британії | протичовновий траулер               | 12-31 серпня                                                                                        |
| «Харрієр»                                             | Військово-морські сили Великої Британії | Тральщик типу «Гальсіон»            | 20-31 серпня                                                                                        |
| «Імпалсів»                                            | Військово-морські сили Великої Британії | Ескадрений міноносець типу «I»      | 16-29 серпня; океанський ескорт                                                                     |
| HMT Le Tiger                                          | Військово-морські сили Великої Британії | протичовновий траулер               | 12-21 серпня                                                                                        |
| HMT Macbeth (T138)                                    | Військово-морські сили Великої Британії | протичовновий траулер               | 12-31 серпня; океанський ескорт                                                                     |
| HMT Ophelia (T05)                                     | Військово-морські сили Великої Британії | протичовновий траулер               | 19-31 серпня; океанський ескорт                                                                     |
| «Позаріця»                                            | Військово-морські сили Великої Британії | допоміжний корабель ППО             | 12-21 серпня                                                                                        |
| HMT St. Cathan                                        | Військово-морські сили Великої Британії | протичовновий траулер               | 12-21 серпня                                                                                        |
| «Саламандер»                                          | Військово-морські сили Великої Британії | Тральщик типу «Гальсіон»            | 20-31 серпня                                                                                        |
| Кораблі далекого прикриття (24 серпня — 16 вересня)   |                                         |                                     | |
| «Девоншир»                                            | Військово-морські сили Великої Британії | Важкий крейсер типу «Каунті»        | |
| «Екліпс»                                              | Військово-морські сили Великої Британії | Ескадрений міноносець типу «E»      | |
| «Ескапада»                                            | Військово-морські сили Великої Британії | Ескадрений міноносець типу «E»      | |
| «Інглефілд»                                           | Військово-морські сили Великої Британії | Ескадрений міноносець типу «I»      | |
| «Саффолк»                                             | Військово-морські сили Великої Британії | Важкий крейсер типу «Каунті»        | |
| «Вікторіос»                                           | Військово-морські сили Великої Британії | Авіаносець типу «Іластріас»         | Флагманський корабель командира сил дальнього прикриття конвою контрадмірала Фредеріка Вейк-Волкера |
| Резервне угруповання флоту (30 серпня — 14 вересня)   |                                         |                                     | |
| «Аргус»                                               | Військово-морські сили Великої Британії | Авіаносець типу «Аргус»             | |
| «Матабеле»                                            | Військово-морські сили Великої Британії | Ескадрений міноносець типу «Трайбл» | |
| «Панджабі»                                            | Військово-морські сили Великої Британії | Ескадрений міноносець типу «Трайбл» | |
| «Сомалі»                                              | Військово-морські сили Великої Британії | Ескадрений міноносець типу «Трайбл» | |
| «Шропшир»                                             | Військово-морські сили Великої Британії | Важкий крейсер типу «Каунті»        | |
| Група Північного флоту СРСР, що супроводжувала конвой |                                         |                                     | |
| «Сокрушительний»                                      | Військово-морський флот СРСР            | Ескадрений міноносець типу 7        | Радянські есмінці зустрічали та супроводжували судна конвою в акваторії Білого моря                 |
| «Грозний»                                             | Військово-морський флот СРСР            | Ескадрений міноносець типу 7        | Радянські есмінці зустрічали та супроводжували судна конвою в акваторії Білого моря                 |
| «Куйбишев»                                            | Військово-морський флот СРСР            | Ескадрений міноносець типу «Новик»  | Радянські есмінці зустрічали та супроводжували судна конвою в акваторії Білого моря                 |
| «Урицький»                                            | Військово-морський флот СРСР            | Ескадрений міноносець типу «Орфей»  | Радянські есмінці зустрічали та супроводжували судна конвою в акваторії Білого моря                 |